# Gorzycko Stare
Gorzycko Stare (do 2011 Gorzycko) – wieś sołecka w Polsce położona w województwie wielkopolskim, w powiecie międzychodzkim, w gminie Międzychód.

## Historia
Miejscowość pierwotnie związana była z Wielkopolską. Ma metrykę średniowieczną i istnieje co najmniej od XIV wieku. Wymieniona pierwszy raz w dokumencie zapisanym po łacinie z 1397 jako "Gorziczsko, Gorziczko", a później w 1401 "Gorzice", 1404 "Gorzicze", 1418 "Goriczsko", 1425 "Gorziska", 1426 "Antiqua Gorziczsko", 1428 "Antiqua Gorziczko", 1434 "Stare Gorziczko, Staregorziczsko", 1508 "Gorzisko Antiqum", 1563 "Gorzisko Antiqua", 1577 "Gorzicka Antiqua” .
W 1434 wieś leżała w powiecie poznańskim Korony Królestwa Polskiego. W 1508 w parafii Kamionna, a w 1510 w parafii Wierzbno w dekanacie Wronki. W 1580 i w latach 1603-07 w parafii Kamionna. Była początkowo własnością szlachecką w dobrach międzychódzkich .
Miejscowość wspominały historyczne dokumenty prawne, własnościowe i podatkowe. W 1462 wymienione zostały jeziora Gorzyckie Wielkie i Małe oraz młyn przynależny do Gorzycka. W 1536 nastąpił podział dóbr między braćmi Maciejem i Serafinem Wierzbieńskimi m.in. po połowie wszystkich trzech jezior, których nie wymieniono imiennie we wsiach "Gorzisko Antiqua", a także w Wierzbnie i Brzeźnie koło Międzychodu. W 1547 opisano zmiany własnościowe we wsi. Posiadacz Serafin Wierzbieński, zwany Zdunowskim, w ugodzie sądowej daje Bodzęcie Gorzyckiemu Bielawy na Starych Gorzycach, położone w stronę Wierzbieńskiego Młyna, a także dwa ostrówki we wsi, jeden obok folwarku pani Gorzyckiej Koźliny przy jeziorze Gorzyckie Wielkie, a drugi ostrówek przy granicy z Wierzbnem i Gorzyckiem Nowym. Bodzęta Gorzycki w zamian dał Serafinowi Wierzbieńskiemu kwartę śladu z siedliskiem w Starych Gorzycach, położoną przy trzech kwartach Wierzbieńskiego. Wieś wymieniona została w wielu średniowiecznych dokumentach procesowych ze spraw sądowych w sprawach majątkowych .
W wyniku II rozbioru Rzeczypospolitej w 1793, miejscowość przeszła w posiadanie Prus i jak cała Wielkopolska znalazła się w zaborze pruskim. W okresie Wielkiego Księstwa Poznańskiego (1815-1848) miejscowość wzmiankowana jako Gorzyca stara należała do wsi większych w ówczesnym pruskim powiecie Międzyrzecz w rejencji poznańskiej. Gorzyca stara należała do okręgu międzychodzkiego tego powiatu i stanowiła odrębny majątek, którego właścicielem był wówczas Harlem.
Według spisu urzędowego z 1837 roku wieś liczyła 178 mieszkańców, którzy zamieszkiwali 17 dymów (domostw).
Jako dominium pod dwiema nazwami Gorzyca Stara oraz niem. Alt Goertzig leżące w powiecie międzychodzkim zanotował ją XIX wieczny Słownik geograficzny Królestwa Polskiego. We wsi było wówczas 18 domów, które zamieszkiwało 209 mieszkańców w tym 67 katolików oraz 142 ewangelików. We wsi odnotowano także 30 analfabetów. Dominium liczyło w sumie 3343 morgi powierzchni. Słownik odnotowuje również, że kiedy w XIX wieku spuszczono wodę z pobliskiego jeziora odkryto budowle nawodne, nadto liczne skorupy, kości i żelazną siekierę. O 1 kilometr od jeziora odkopano cmentarzysko, skąd wydobyto urny garbowate i brązową szpilkę.
W latach 1975–1998 miejscowość administracyjnie należała do województwa gorzowskiego.
1 stycznia 2011 r. zmieniono urzędowo nazwę wsi z Gorzycko na Gorzycko Stare.

## Urodzeni w Gorzycku Starym
- Leon Hipolit Chlebowski – polski prawnik, powstaniec listopadowy, kawaler złotego krzyża Virtuti Militari, działacz społeczny[7].

## Położenie
Gorzycko Stare położone jest w atrakcyjnej krajobrazowo i przyrodniczo części Pojezierza Międzychodzko-Sierakowskiego nad 5 jeziorami:
- Jeziorem Wielkim (ok. 70 ha)
- Jeziorem Wiejskim (ok. 31 ha)
- jeziorem Gertruda (27 ha)
- Jeziorem Środkowym (ok. 6 ha)
- jeziorem Tuczno (od 50,5 do 60,26 ha) – jezioro położone około 250 m na północ od centrum wioski, należące do obrębu sołectwa Muchocin.